# Новая Боярщина 2
Новая Боя́рщина 2 (бел. Новая Баяршчына 2) — деревня в составе Ямницкого сельсовета Быховского района Могилёвской области Республики Беларусь.

## Население
- 1999 год — 45 человек
- 2010 год — 18 человек